# IC 3705
IC 3705 ist ein interagierendes Galaxienpaar im Sternbild Haar der Berenike.
Das Objekt wurde am 27. Januar 1904 von Max Wolf entdeckt.